# Châtelraould-Saint-Louvent
Châtelraould-Saint-Louvent är en kommun i departementet Marne i regionen Grand Est (tidigare regionen Champagne-Ardenne) i nordöstra Frankrike. Kommunen ligger i kantonen Saint-Remy-en-Bouzemont-Saint-Genest-et-Isson som tillhör arrondissementet Vitry-le-François. År 2022 hade Châtelraould-Saint-Louvent 253 invånare.

## Befolkningsutveckling
Antalet invånare i kommunen Châtelraould-Saint-Louvent
| Referens: INSEE |